# You Can’t Win
You Can’t Win ist ein US-amerikanischer Kurzfilm aus der Reihe Pete Smith Specialties, der 1948 veröffentlicht wurde.

## Handlung
Ein Hausbesitzer versucht, einen ruhigen Tag zu verleben. Zuerst wird er von einem Hausierer gestört, später von einem Telefonverkäufer. Danach gibt es Schwierigkeiten mit einem Feuerzeug. Mit seiner Frau versucht er zu klären, ob sie nicht zu viel Wäschestärke benutze, da seine Hosen eisenhart sind. Das Autowaschen und das Liegen in einer Hängematte sind ebenso problematisch für den Protagonisten.

## Auszeichnungen
1949 wurde der Film in der Kategorie Bester Kurzfilm (eine Filmrolle) für den Oscar nominiert.

## Hintergrund
Uraufgeführt wurde der Film am 29. Mai 1948.
Sprecher des Films war Produzent Pete Smith.
Der Film ist ein Beitrag zu der MGM-Serie Pete Smith Specialties.